# Karmendriya
Karmendriya (devanāgarī : कर्मेन्द्रिय) est un terme sanskrit qui désigne, dans la philosophie du Sāṃkhya, un organe ou faculté d'action. Il y a cinq organes d'action qui sont: la voix, la main, le pied, l'anus et l'organe génital. Ces cinq organes d'action correspondent respectivement aux cinq facultés suivantes : parole, préhension, marche, excrétion et reproduction. Les Karmendriya font partie des vingt-cinq principes (tattva) énumérés et exposés dans la Sāṃkhya Kārikā composée par Īśvarakṛṣṇa. Les cinq Karmendriya sont aussi associés aux onze Indriya.

## Cinq karmendriya
Les cinq karmendriya sont selon la terminologie en sanskrit translittéré (En langue romane suivi du sanskrit en Devanāgarī):
- vāc (वाच्): la voix ou la faculté de parole;
- pāṇi (पाणि): la main ou la faculté de préhension;
- pāda (पाद): le pied ou la faculté de marche;
- pāyu (पायु): l'anus ou la faculté d'excrétion;
- upastha (उपस्थ): le sexe ou la faculté de reproduction.